# Avioxyela
Avioxyela – wymarły rodzaj owadów, obejmujący tylko jeden znany gatunek: Avioxyela gallica. Pochodzi on z moskowu (pensylwan, karbon). Jego skamieniałość odnaleziono na terenie gminy Avion we francuskim departamencie Pas-de-Calais.
Gatunek i rodzaj opisane zostały w 2013 roku przez André Nel i współpracowników na łamach „Nature”. Nazwa rodzajowa to połączenie słów „Avion” (miejsce typowe) i Xyela (rodzaj prymitywnych błonkówek). Takson ten umieszczany jest w monotypowej rodzinie Avioxyelidae bez przyporządkowania do rzędu. Jest najstarszym i pierwszym karbońskim spośród znanych przedstawicieli kladu Hymenopterida.
Znana jest tylko budowa przedniego skrzydła. Miało ono długość 5,5 mm. Za cechy autapomorficzne uznaje się krótką, zygzakowatą tylną żyłkę subkostalną, połączoną żyłkami poprzecznymi z żyłką radialną i kubitalną oraz bardzo dużą komórkę pterostygmalną między odgałęzieniami przedniej żyłki radialnej. Charakterystyczna była także długa, niezależna od żyłki medialnej, przednia żyłka kubitalna oraz długa, wyposażona w kilka odgałęzień i oddzielona jedną komórką od tylnej krawędzi skrzydła tylna żyłka kubitalna.